# افا ام ویور
افا ام ویور (انگلیسی: Afaa M. Weaver؛ زادهٔ ۱۹۵۱ (۷۳–۷۴ سال)) شاعر اهل ایالات متحده آمریکا است.
وی همچنین برندهٔ جوایزی همچون برنامه فولبرایت و کمک‌هزینه گوگنهایم شده‌است.